# Барабаны (Псковская область)
Барабаны — деревня в Опочецком районе Псковской области. Входит в состав Матюшкинской волости.
Расположена на берегу реки Великая, в 10 км к северу от города Опочка и в 10 км к юго-востоку от волостного центра, деревни Матюшкино. Восточнее находится деревня Белки.
Численность населения составляет 32 жителя (2000 год).